# San Miguel de Salinas
San Miguel de Salinas es un municipio de la Comunidad Valenciana, España. Situado en el sur de la provincia de Alicante, en la comarca de la Vega Baja del Segura,cerca de la Región de Murcia. Cuenta con una población de 6976 habitantes (INE 2024). Se trata de un municipio hispanófono, en el que el castellano cuenta con el predominio lingüístico reconocido legalmente.

## Geografía
Situado entre Torrevieja y Pilar de la Horadada, es el pueblo más elevado de la comarca. Los 54 km² de término municipal bajan desde la montaña en un trazado de ramblas, barrancos y colinas hasta la llanura, conocida como El Llano donde se encuentra el campo de las salinas que es la zona de cultivo. Carreteras comarcales la comunican con Orihuela, a través de Bigastro, Torrevieja y los pueblos de la Vega del Segura.
Desde Alicante, se accede a esta localidad a través de la A-7 y AP-7 para enlazar con la CV-940 y la CV-941.

### Barrios, pedanías y urbanizaciones
En el término municipal de San Miguel de Salinas se encuentran también los siguientes núcleos de población:
Pedanías y urbanizaciones
- Aldea del Monte
- Balcón de la Costa Blanca
- Ciudad de las Comunicaciones
- Lomas del Golf
- Eagles Nest
- El Galán
- Blue Hill
- Blue Lagoon
- Mirador del Mediterráneo
- Lakeview Mansions - Lo Rufete
- Las Filipinas

Barrios
- La plaza
- El molino
- Los pozos
- Los canos

### Localidades limítrofes
San Miguel limita con los municipios de Orihuela —capital de la comarca—, que prácticamente lo rodea excepto al noreste que limita con Torrevieja y el norte que lo hace con Los Montesinos.

## Historia
Hasta el siglo XIX el lugar perteneció al término municipal de Orihuela, independizándose definitivamente en 1836.
San Miguel de Salinas comenzó a poblarse hacia el año 1599, año en que algunos propietarios de fincas de los alrededores comenzaron a construir las primeras viviendas, ubicadas en lo que actualmente es el casco urbano. Se construyó el primer edificio religioso (una ermita) en el año 1600, aunque fue demolida en el año 1689, seguramente debido a su mal estado. El nuevo templo, que es el actual, se concluyó en 1719; en 1723, a petición de los vecinos de San Miguel, el Cabildo de la Iglesia del Salvador de Orihuela (a la que pertenecía la ermita de San Miguel) decidió la separación de la ermita, pasando ésta a ser parroquia independiente, con cura propio.
Apoyándose en la Constitución de 1812, los vecinos de San Miguel solicitaron y consiguieron en el año 1813 la primera segregación de Orihuela y la constitución como Ayuntamiento propio e independiente. La Diputación de Murcia, a cuya jurisdicción tanto Orihuela como San Miguel pertenecían, concedió y reconoció un término municipal al Ayuntamiento de San Miguel de Salinas. Dos años después (1815), con la vuelta al Antiguo Régimen, desapareció el Ayuntamiento de San Miguel y el poblado pasó a depender nuevamente de Orihuela hasta la llegada del trienio liberal: así, en el año 1820 nuevamente se concedió la segregación, pero esta vez sin término municipal. En 1822 San Miguel logró conseguir un término municipal. 
Sin embargo, en 1823 debido al regreso del rey Fernando VII y a la reimplantación del absolutismo en España, se abolieron los Ayuntamientos Constitucionales, perdiendo nuevamente San Miguel de Salinas la categoría de tal y pasando a pertenecer una vez más al Ayuntamiento de Orihuela.
En estas fechas, la población se acercaba a los 2000 habitantes en todo su término y 1646 habitantes en el casco urbano. Este es el periodo en que San Miguel tuvo mayor número de habitantes, a partir de esta fecha, debido a varios factores, la población fue descendiendo y no volvería a recuperarse hasta los primeros años del siglo XX.
En el año 1829 un gran terremoto dejó al pueblo San Miguel de Salinas totalmente en ruinas. Su lenta y laboriosa reconstrucción fue posible gracias a la colaboración del Obispo de Orihuela Félix Herrero Valverde, que contribuyó a remediar la catástrofe.
En el año 1836, la Vega Baja del Segura pasó a pertenecer a la Diputación de Alicante y es en ese momento cuando por fin se creó el nuevo y definitivo Ayuntamiento de San Miguel de Salinas. A partir de este momento empezaron los enfrentamientos con los pueblos vecinos de Orihuela, Almoradí y Torrevieja por las lindes del término municipal. Estos duraron más de cien años hasta que por fin en el año 1955 fue concedido el término municipal que hoy posee, gracias a las gestiones del alcalde Joaquín Martínez Pérez (conocido como "El Corrina").
En 1848, Pascual Madoz en su Diccionario Geográfico describía de la siguiente forma el pueblo de San Miguel de Salinas: 

Villa con Ayuntamiento, provincia de Alicante, partido judicial, administración de rentas y diócesis de Orihuela. Situación: en una colina del campo de Orihuela, al oeste de las salinas de Torrevieja. Tiene 22 barracas de caña y madera y 77 cuevas en la peña, 8 calles y 2 plazuelas, casa ayuntamiento y dos escuelas. Población 205 vecinos con 994 almas

Es hacia 1840 cuando empezó la construcción de la primera Casa Consistorial y la Cárcel provisional, ya que anteriormente las reuniones del Alcalde y los regidores se hacían en cualquier casa del pueblo. Este ayuntamiento estaría en funcionamiento hasta el 3 de enero de 1988, fecha en la que se inauguró la nueva Casa Consistorial.

## Geografía humana

### Demografía
Cuenta con una población de 6976 habitantes (INE 2024).
| Gráfica de evolución demográfica de San Miguel de Salinas entre 1842 y 2021                                           |
| |
| Población de derecho según los censos de población del INE. Población de hecho según los censos de población del INE. |

| Nacionalidad | Hombres | Mujeres | Total | %     | Proporción |
| ------------ | ------- | ------- | ----- | ----- | ---------- |
| Española     | 1553    | 1473    | 3026  | 45.4% |            |
| Extranjera   | 1790    | 1843    | 3633  | 54.5% |            |

| País                 | Hombres | Mujeres | Total | %     | Proporción |
| -------------------- | ------- | ------- | ----- | ----- | ---------- |
| Reino Unido          | 1088    | 1103    | 2191  | 60.3% |            |
| Alemania             | 89      | 101     | 190   | 5.2%  |            |
| Marruecos            | 75      | 62      | 137   | 3.8%  |            |
| Rusia                | 38      | 45      | 83    | 2.3%  |            |
| Bulgaria             | 39      | 37      | 76    | 2.1%  |            |
| Ucrania              | 23      | 28      | 51    | 1.4%  |            |
| Francia              | 19      | 22      | 41    | 1.1%  |            |
| Rumania              | 17      | 21      | 38    | 1.0%  |            |
| Argelia              | 22      | 11      | 33    | 0.9%  |            |
| Polonia              | 15      | 18      | 33    | 0.9%  |            |
| China                | 15      | 15      | 30    | 0.8%  |            |
| Pakistán             | 13      | 10      | 23    | 0.6%  |            |
| Ecuador              | 13      | 9       | 22    | 0.6%  |            |
| Italia               | 15      | 6       | 21    | 0.5%  |            |
| Colombia             | 5       | 15      | 20    | 0.5%  |            |
| Venezuela            | 7       | 11      | 18    | 0.4%  |            |
| Argentina            | 6       | 8       | 14    | 0.3%  |            |
| Cuba                 | 2       | 6       | 8     | 0.2%  |            |
| Brasil               | 2       | 4       | 6     | 0.1%  |            |
| Senegal              | 2       | 4       | 6     | 0.1%  |            |
| Chile                | 2       | 3       | 5     | 0.1%  |            |
| Portugal             | 4       | 1       | 5     | 0.1%  |            |
| Perú                 | 1       | 2       | 3     | 0.08% |            |
| República Dominicana | 1       | 1       | 2     | 0.05% |            |
| Bolivia              | 1       | 0       | 1     | 0.02% |            |
| Nigeria              | 0       | 1       | 1     | 0.02% |            |
| Paraguay             | 0       | 1       | 1     | 0.02% |            |
| Uruguay              | 1       | 0       | 1     | 0.02% |            |

### Economía
El principal sector económico es el agrícola, aunque también tiran de la economía la industria y la construcción impulsadas por el desarrollo del sector turístico gracias a su proximidad a la costa.

## Administración y política
| Periodo   | Nombre                        | Partido   |
| --------- | ----------------------------- | --------- |
| 1979-1983 | José Manuel Torres Sáez       | UCD       |
| 1983-1987 | Vicente Mañogil Lorca         | PSPV-PSOE |
| 1987-1991 | Manuel Lorente Sáez           | PSPV-PSOE |
| 1991-1995 | Manuel Lorente Sáez           | PSPV-PSOE |
| 1995-1999 | Manuel Lorente Sáez           | PSPV-PSOE |
| 1999-2003 | José Antonio Costa Tovar      | PSPV-PSOE |
| 2003-2007 | Ángel Sáez Huertas            | PP        |
| 2007-2011 | Ángel Sáez Huertas            | PP        |
| 2011-2015 | Ángel Sáez Huertas            | PP        |
| 2015-2019 | Ángel Sáez Huertas            | PP        |
| 2019-2023 | Juan de Dios Fresneda Arquero | PSPV-PSOE |
| 2023-act. | Juan de Dios Fresneda Arquero | PSPV-PSOE |

## Monumentos y lugares de interés
- Iglesia Parroquial, Edificio de interés arquitectónico.
- Restos arqueológicos en La Zahurda.
- Los Alcores
- Casa Lo Meca
- Casas nuevas

## Fiestas
Fiestas Patronales
Se celebran desde mediado a finales de septiembre en honor a San Miguel Arcángel (29 de septiembre) y a la Virgen del Rosario (7 de octubre). Entre los actos destacan, la cena de los barrios, el desfiles de carrozas y disfraces y la barraca popular con la tradicional noche de las tortas, entre tantos otros.
Feria de agosto
En los últimos años se está realizando esta feria que se celebra la primera semana de agosto (emulando a la feria de abril de Sevilla) y que debido a su popularidad está asentándose como una fiesta tradicional.
Santa Cecilia (Patrona de la música)
Aunque no es una fiesta patronal, es merecida la inclusión de esta celebración en el calendario festivo debido a la gran importancia de la música en la cultura y vida de San Miguel de Salinas. Entre los actos destacan, los conciertos organizados por la Unión Musical y el Ayuntamiento de San Miguel de Salinas, así como las nuevas incorporaciones en la banda de la Unión Musical. Se celebra el fin de semana más cercano al día de Santa Cecilia (22 de noviembre) de mediados a finales de noviembre.